# GP Denain 1987
De 29e editie van de wielerwedstrijd GP Denain werd gehouden op 22 april 1987. De start en finish vonden plaats in Denain in het Franse Noorderdepartement. De winnaar was de Fransman Bruno Wojtinek, gevolgd door Eddy Planckaert en Jan Bogaert.

## Uitslag
| GP Denain 1987 |                        |                                         |      |
| Plaats         | Naam                   | Ploeg                                   | tijd |
| Winnaar        | Bruno Wojtinek         | Z-Peugeot                               |      |
| 2              | Eddy Planckaert        | Panasonic-Merckx-Agu                    |      |
| 3              | Jan Bogaert            | Transvemij-Van Schilt-Floorgres-Gardeni |      |
| 4              | Peter Pieters          | Transvemij-Van Schilt-Floorgres-Gardeni |      |
| 5              | Walter Van Den Branden | AD Renting-Fangio-IOC-MBK-Mayer         |      |
| 6              | Thierry Barrault       |                                         |      |
| 7              | Per Pedersen           | RMO-Mera-Mavic                          |      |
| 8              | Ferdi Van Den Haute    | AD Renting-Fangio-IOC-MBK-Mayer         |      |
| 9              | Philippe Delaurier     |                                         |      |
| 10             | Philippe Christiaens   | Robland-Isoglass                        |      |

1959 · 1960 · 1961 · 1962 · 1963 · 1964 · 1965 · 1966 · 1967 · 1968 · 1969 · 1970 · 1971 · 1972 · 1973 · 1974 · 1975 · 1976 · 1977 · 1978 · 1979 · 1980 · 1981 · 1982 · 1983 · 1984 · 1985 · 1986 · 1987 · 1988 · 1989 · 1990 · 1991 · 1992 · 1993 · 1994 · 1995 · 1996 · 1997 · 1998 · 1999 · 2000 · 2001 · 2002 · 2003 · 2004 · 2005 · 2006 · 2007 · 2008 · 2009 · 2010 · 2011 · 2012 · 2013 · 2014 · 2015 · 2016 · 2017 · 2018 · 2019 · 2020 · 2021 · 2022 · 2023 · 2024 · 2025